# She Will
"She Will" é uma canção pelo rapper americano Lil Wayne, lançada como o quarto single do nono álbum de estúdio, Tha Carter IV. A canção apresenta vocais do também rapper Drake. Foi escrita por Lil Wayne, Drake e Tyler Williams e produzida por T-Minus.

## Remixes
- Rick Ross[1]
- Busta Rhymes[2]
- Trey Songz[3]

## Faixas
- Download Digital[4]

1. "She Will" (Dwayne Carter, Jr.; Aubrey Drake Graham; Tyler Williams) — 5:07

## Desempenho nas tabelas musicais
| País — Tabela musical (2011)                                 | Posição de pico |
| ------------------------------------------------------------ | --------------- |
| Canadá — (Canadian Hot 100)                                  | 16              |
| França — SNEP                                                |                 |
| Reino Unido — UK R&B Chart (The Official Charts Company)     | 19              |
| Reino Unido — UK Singles Chart (The Official Charts Company) | 58              |
| Estados Unidos — Billboard Hot 100                           | 3               |
| Estados Unidos — R&B/Hip-Hop Songs (Billboard)               | 1               |
| Estados Unidos — Rap Songs (Billboard)                       | 2               |

## Histórico de lançamento
| Região         | Data                 | Formato                       |
| -------------- | -------------------- | ----------------------------- |
| Estados Unidos | 16 de agosto de 2011 | Download digital              |
| Estados Unidos | 16 de agosto de 2011 | Rhythmic contemporary airplay |